# مجرة معمل النحات
مجرة معمل النحات أو إن جي سي 253، هي مجرة حلزونية متوسطة تقع في اتجاه كوكبة معمل النحات على بعد 11.4 ± 0.7 مليون سنة ضوئية من النظام الشمسي وتعرف أيضا باسم العملة الفضية أو مجرة الدولار الفضي، فهي مجرة انفجار نجمي مما يعني أنها تتميز بنشاط كبير لنشأة نجوم جديدة فيها بالمقارنة بمجرة عادية أخرى بنفس الحجم.

## الاكتشاف وعمليات الرصد
اكتشفت من قبل كارولين هيرشل في عام 1783 خلال واحدة من عمليات بحثها المنظم عن المذنبات. بعد حوالي نصف قرن، رصدها جون هيرشيل مستخدما مقراب عاكس 18 بوصة بمرآة معدنية في رأس الرجاء الصالح وكتب في ملاحظاته أنها جرم كبير ولامع. مجرة النحات عضو في مجموعة النحات المجرية وهي واحدة من أقرب التجمعات المجرية إلى درب التبانة وألمع عضو في تجمع معمل النحات.

## مجرة تابعة
اكتشف فريق دولي من الباحثين وباستخدام تلسكوب سوبارو مجرة قزمة خافتة تتفاعل وتدور حول 253 NGC. وسميت إن جي سي 253 DW2  وهذا التفاعل المجري هو المسؤول عن شكل وبنية إن جي سي 253 الحالي.

## اقرأ أيضا
- تجمع معمل النحات المجري
- قزمة النحات غير المنتظمة